# Ofiocordicipitàcies
Els Ophiocordycipitaceae són una família dels fongs paràsits dins de la classe dels Sordariomycetes, i consta d'11 gèneres (un d'ells extint).

## Gèneres
- Elaphocordyceps
- Haptocillium
- Harposporium
- Hirsutella
- Hymenostilbe
- Ophiocordyceps
- †Paleoophiocordyceps [1]
- Paraisaria
- Purpureocillium
- Syngliocladium
- Tolypocladium